# كيفن هاوسر
كيفن هاوسر (بالإنجليزية: Kevin Houser)‏ هو لاعب كرة قدم أمريكية أمريكي، ولد في 23 أغسطس 1977 في ويست ليك في الولايات المتحدة.

## وصلات خارجية
- كيفن هاوسر على موقع مرجع كرة القدم المحترفة.كوم (الإنجليزية)